# Czwarta dzielnica (film)
Czwarta dzielnica (ang. The Fourth Partition) – film dokumentalny o początkach polskiego osadnictwa w Stanach Zjednoczonych ze szczególnym uwzględnieniem imigracji zarobkowej w Chicago na początku XX wieku, zrealizowany w roku 2013 przez AmerykaFilm LLC (Adrian Prawica – reżyseria; Adrian Prawica i Rafał Muskała – produkcja; Mirek Miyo Mardosz, Andrzej Krzeptowski-Bohac, Jeton Murtishi i Jan Zienko – muzyka). Film został zaprezentowany po raz pierwszy 8 listopada na 25. Festiwalu Filmów Polskich w Ameryce (Chicago), gdzie  zdobył nagrodę „Odkrywcze Oko”, a następnie wyróżniony za najlepszy debiut na 20. Festiwalu Filmów Polskich w Ann Arbor w 2013 roku.

## Temat filmu
Na przełomie XIX i XX wieku do Stanów Zjednoczonych przybyło około 4 milionów emigrantów z podzielonej przez zaborców Polski. Lądowali na Ellis Island w Nowym Jorku, ale docelowym miejscem większości z nich było Chicago, wówczas drugie co do wielkości miasto USA. Tu znajdowali pracę, tu budowali zręby swej maleńkiej ojczyzny, tytułowej „czwartej dzielnicy”.
Po ważnych dla polskiej społeczności miejscach w „wietrznym mieście” oprowadzają widza historycy i zarazem znawcy przeszłości miasta Chicago: Donald Pienkos (University of Wisconsin-Madison), James S. Pula (Purdue University) i Dominik Pacyga (Columbia College). Ukazują ciężkie życie przybyszów, którzy nie znając języka i realiów Nowego Świata, zatrudniali się w hutach, stalowniach i rzeźniach wykonując najpodlejsze, najniżej płatne, często niebezpieczne prace. Pozwalają zobaczyć miejsca gdzie mieszkali, budowali kościoły, ale również własną wspólnotę w dzielnicach, którym – wbrew ustalonemu podziałowi miasta – nadawali nazwy polskich parafii (Stanisławowo, Trójcowo, Helenowo). Przy tym zwracają uwagę na fakt, że najważniejsze dla tych ubogich imigrantów było wsparcie, jakiego mogli udzielić swojej ojczyźnie w jej dążeniu do odzyskania niepodległości.
Autorzy filmu szeroko przedstawili kontekst ekonomiczny i historyczny polskiej imigracji w Stanach Zjednoczonych, poczynając od pierwszych rzemieślników w Jamestown w 1608 roku. Pokazali także rolę Kościoła w kształtowaniu tożsamości narodowej na obczyźnie – od pierwszej polskiej parafii w Panna Maria w Teksasie po wspaniałe świątynie w Chicago, ujawniając jednocześnie konflikty, do jakich dochodziło przy ich tworzeniu. 
Zabierający w filmie głos historycy i dziennikarze polonijni zastanawiają się nad źródłami tej szczególnej siły społecznej i politycznej chicagowskiej Polonii, która skutkowała nie tylko aktywnym udziałem w samorządach lokalnych i władzach miejskich oraz stowarzyszeniach bratniej pomocy, ale również stworzeniem zaczątków własnej struktury militarnej – „Błękitnej Armii” gen. Józefa Hallera.

## Realizacja
Film powstał dzięki zaangażowaniu i zapałowi dwóch młodych twórców – Adriana Prawicy (ur. 1980) i Rafała Muskały (ur. 1985) oraz współpracy niektórych instytucji polonijnych i wielu ludzi dobrej woli, jak np. Jan Loryś i Julita Siegel z Muzeum Polskiego, Piotr Domaradzki z „Dziennika Związkowego” i innych osób, które udostępniały archiwalne, nieraz trudne do zdobycia materiały. Był prezentowany w środowiskach polonijnych i akademickich.
Premiera filmu odbyła się 8 listopada 2013 roku w Chicago. Doczekał się kilku wyróżnień, omówień i zapowiedzi.